# 玄武宮樹頭公
25°04′29″N 121°29′04″E / 25.074808°N 121.484457°E
玄武宮樹頭公，是位於臺灣新北市三重區三和國中附近的牛樟樹樹樁，為建造捷運三和國中站時挖出，視為神樹供奉。

## 由來
昔日，臺北盆地為樹林、沼澤、河道交錯密佈的臺北古森林，隨地質變遷，樹木被泥沙就地掩埋，成為化石森林。2004年3月5日，捷運三和國中站工地地下22公尺處，挖出樹圍1320公分、高320公分的牛樟木樹樁，至3月17日吊出。當時投資承包土方的三重玄武宮管委會總幹事蕭文秀回憶，此樹樁體積碩大，動用機具試圖搬移屹立不搖，直到擲筊祈求玄武宮主祀的三太子，才順利懸吊。據該廟負責人吳聰明在當年表示，考古鑑定樹齡超過五千年，深埋地下處達一千年。民眾希望日商清水營造、太平洋建設共同承攬的捷運CL700A工地能將此樹頭送給社區，最後在三和國中後方蓋廟祭拜。
三重玄武宮將廟前正前方搭起鐵棚，以石頭圍成基座供奉，並請三重市長李乾龍、縣議員林國雄到場參加祭典。殘屑則雕刻成三尊哪吒三太子神像供奉。之前1993年時在三重挖出的樟樹，也是次年作成神像供奉，贈於先嗇宮。
因玄武宮樹頭在三重車路頭街旁，十分顯眼，香火鼎盛，還吸引樂透迷前往叩求明牌。

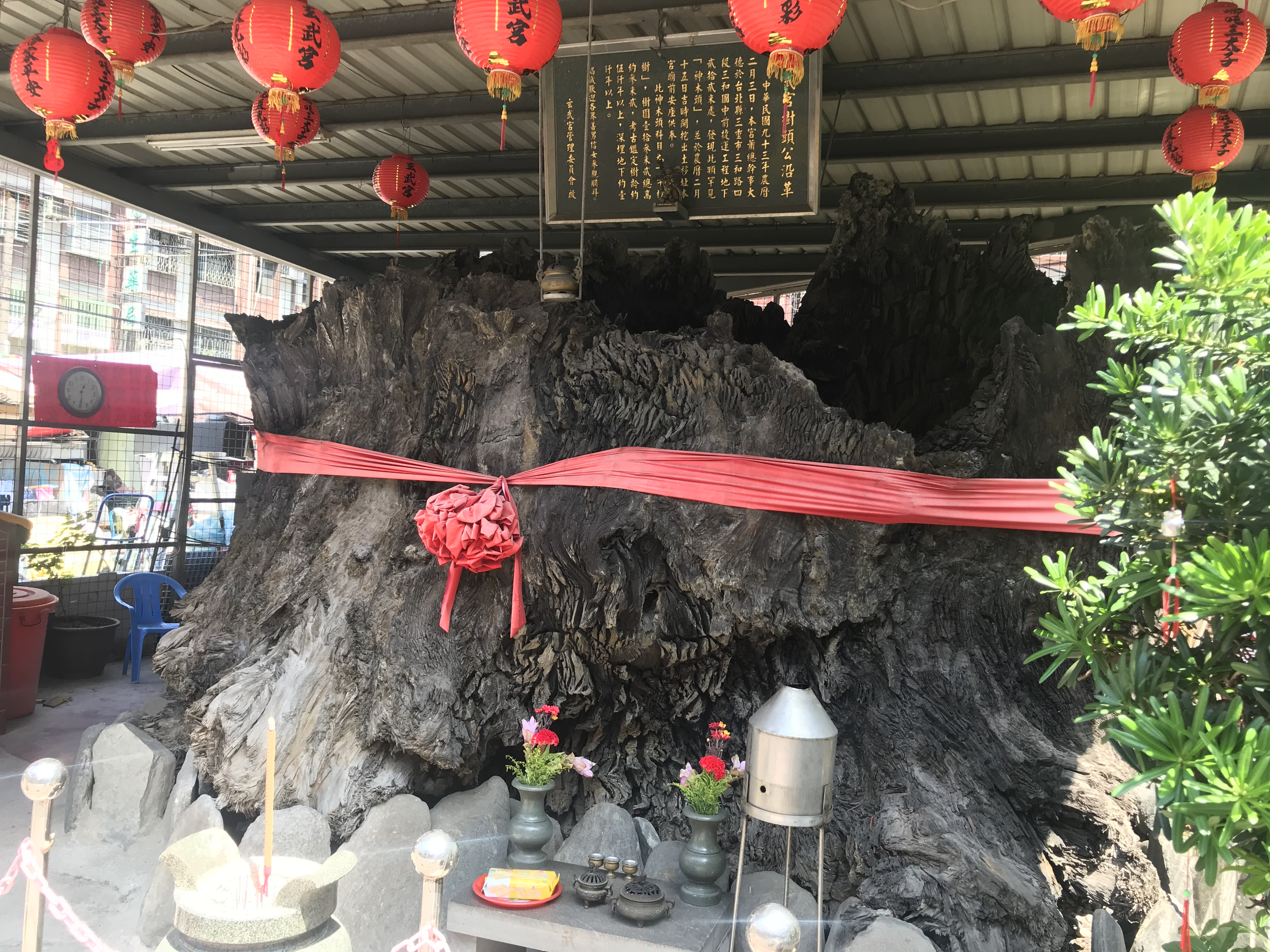
玄武宮樹頭公